# Thambospasta howdeni
Thambospasta howdeni is een keversoort uit de familie snoerhalskevers (Anthicidae). De wetenschappelijke naam van de soort is voor het eerst geldig gepubliceerd in 1974 door Werner.